# Юматила (окръг, Орегон)
Окръг Юматила (на английски: Umatilla County) е окръг в щата Орегон, Съединени американски щати. Площта му е 8368 km², а населението - 70548 души (2000). Административен център е град Пендълтън.

## Градове
- Атина
- Еко
- Милтън-Фрийуотър
- Пайлът Рок
- Станфийлд
- Уестън
- Хеликс
- Хърмистън
- Юкая
- Юматила